# Síntesis de quinolinas de Friedländer
La Síntesis de quinolinas de Friedländer es un método de síntesis orgánica que consiste en la reacción de 2-aminobenzaldehídos con cetonas para obtener derivados de quinolina. Se le nombra en honor del químico alemán Paul Friedländer (1857-1923).
Esta reacción ha sido catalizada por ácido trifluoroacético, ácido toluenosulfónico, yodo, y ácidos de Lewis.
Varios estudios se han publicado al respecto.

## Mecanismo
Existen dos mecanismos de reacción viables para esta reacción. 
- En el primer mecanismo, un compuesto 2-aminocarbonílico sustituido 1 y otro compuesto carbonílico 2 reaccionan en un paso limitante de para dar el aducto de condensación aldólica 3. Este intermediario se deshidrata en una reacción de eliminación para dar el compuesto carbonílico α,β-insaturado 4 y se vuelve a deshidratar para formar una imina y después la  quinolina 7.
- En el segundo mecanismo, el primer paso es la formación de base de Schiff con 5 seguido por la reacción aldólica a 6 y la eliminación para obtener el compuesto 7.[12]